# Hvalfjarðarsveit
Hvalfjarðarsveit is een gemeente in het westen van IJsland in de regio Vesturland. Het heeft 616 inwoners (in 2006) en een oppervlakte van 482 km². De gemeente ontstond op 1 juni 2006 door het samenvoegen van de gemeentes Hvalfjarðarstrandarhreppur, Skilmannahreppur, Innri-Akraneshreppur en Leirár- og Melahreppur.
Akraneskaupstaður · Hvalfjarðarsveit · Skorradalshreppur · Borgarbyggð · Grundarfjarðarbær · Helgafellssveit · Stykkishólmsbær · Eyja- og Miklaholtshreppur · Snæfellsbær · Dalabyggð